# Ангольсько-індійські відносини
Ангольско-індійські відносини — двосторонні відносини між Анголою та Індією. Дипломатичні відносини між країнами встановлено 1975 року. Обидві країни є членами Руху неприєднання. Як член Африканського Союзу, Ангола підтримує кандидатуру Індії на постійне місце у складі Ради Безпеки ООН. У Індії є посольство в Луанді, а Ангола має посольства в Нью-Делі.

## Економічні відносини
Згідно з заявою індійського посольства в Луанді, уряд Індії виділив кредит у розмірі 40 мільйонів доларів для проекту з реконструкції залізниці в Анголі, що стало першою великою ініціативою Індії зі вкладення коштів у економіку Анголи.
2005 року компанія Rail India почала надавати послуги з реалізації цього проекту і 28 серпня 2007 року будівництво було завершено. Банк Індії виділив три кредити Анголі в розмірі 5, 10 і 13,8 млн доларів США для купівлі індійської сільськогосподарської техніки і тракторів. У квітні 2005 року Державний банк Індії відкрив своє представництво в Луанді і виділив 5 мільйонів доларів США на придбання тракторів і обладнання з Індії. Потім Державний банк Індії схвалив отримання Анголою кредиту в 30 млн доларів США для підтримки промисловості і 15 мільйонів доларів США для створення бавовноочисного і прядильного виробництва в Анголі. У березні 2011 року Міністерство закордонних справ Індії зробило заяву, що товарообіг між Індією і Анголою становить 6 млрд доларів США.